# Левашов, Фёдор Иванович
Фёдор Ива́нович Левашо́в (16 декабря 1751 — 10 мая 1819, Москва) — русский военачальник, генерал-майор (с 1793), сенатор, тайный советник (с 1797).
Представитель русского дворянского и графского рода Левашовых.

## Биография
Записан на службу в семилетнем возрасте в 1758 году.
В 1774 году произведён в секунд-майоры. В ходе русско-турецкой войны 1787—1791 годов отличился при штурме Измаила.
В 1789 году произведён в бригадиры от кавалерии, в 1793 — в генерал-майоры. С 1794 — командир кавалерийской бригады 3-й части Украинской армии.
С 14.9.1797 — тайный советник. 1 декабря 1799 года был командирован вместе с действительным тайным советником М. П. Ржевским для ревизии в Пермской, Тобольской и Иркутской губерний.
С 1802 года — сенатор 5-го департамента Правительствующего Сената.
Похоронен в Донском монастыре.

### Семья
Дед — Василий Яковлевич Левашов (1667—1751), генерал-аншеф, глава московской администрации (1744—1751).
Отец — Иван Васильевич Левашов (1715 — до 1785), генерал-поручик; мать — Екатерина Алексеевна (урожд. Зыбина; 1723—?).
Жена — Евдокия (Авдотья) Николаевна (урожд. Хитрово; 1775—1837).
Дети:
- Александр старший (1785 — после 1801)[7];
- Александра (1788 — ?)[6];
- Николай (1792—?) — участник войны 1812 года[6];
- Елизавета (1795 — ?), в замужестве Воейкова[5][6];
- Никита (15.9.1797—1832) — полковник, командир Иркутского гусарского полка; женат на Александре Николаевне (1797—14.4.1848, Ганновер), вдове князя Григория Яковлевича Голицына (12.12.1789—1821)[5][6],
  - внук — Фёдор (14.2.1829—?);
- Александр младший (1798 — после 1808)[7];
- Анна (1799 — после 1808)[7];
- Василий (17.06.1804[8]—?), в 1829 — отставной гвардии поpучик[7];
- Анастасия (1806—1881), замужем за Дмитрием Николаевичем Чертковым (1802—1851)[6],
- Софья, упоминается как девица в 1816 г восприемницей при крещении двойни их дворового, вместе с братьями Александром и Василием и сестрой Елизаветой в Ризположенской церкви близ Донского монастыря.
  - внуки — Хрисия (1841—1871), замужем за Дмитрием Алексеевичем Северцовым, сыном героя войны 1812 года А. П. Северцова; Фёдор (1845—28.11.1899), женат на Елене Михайловне, княжне Оболенской (1855—1924).

## Адреса
В Москве — Армянский переулок, 13.